# Daniel Dujshebaev
Daniel „Dani“ Dujshebaev Dovichevaeva (* 4. Juli 1997 in Santander) ist ein spanischer Handballspieler. Er ist ein Sohn des aus Kirgisistan stammenden Handballspielers Talant Dujshebaev (* 1968) und der Bruder von Alex Dujshebaev (* 1992).

## Vereinskarriere
Dujshebaev spielte anfangs beim FC Barcelona, wo er überwiegend in der 2. Mannschaft eingesetzt wurde. Für die Profimannschaft des FC Barcelona bestritt der Rückraumspieler insgesamt 22 Partien in der Liga ASOBAL, in denen er 17 Treffer erzielte. Im Sommer 2016 wechselte er zum spanischen Erstligisten Atlético Valladolid. Seit der Saison 2017/18 steht Dujshebaev beim polnischen Verein KS Kielce unter Vertrag, jedoch wurde er anfangs an den slowenischen Verein RK Celje ausgeliehen. Mit Celje gewann er 2018 die slowenische Meisterschaft sowie den slowenischen Pokal. Seit der Saison 2018/19 läuft er wieder für Kielce auf, wo sein Vater Trainer ist. Mit Kielce gewann er 2019–2023 die polnische Meisterschaft sowie 2019, 2021 und 2025 den polnischen Pokal. Im Finale der EHF Champions League 2021/22 unterlag er mit Kielce dem FC Barcelona erst nach Siebenmeterwerfen 35:37. Ein Jahr später verlor er mit Kielce das Endspiel gegen den SC Magdeburg mit 29:30 nach Verlängerung. Im Sommer 2026 wird er Kielce verlassen.

## Auswahlmannschaften
Mit der spanischen Junioren-Auswahl gewann er die Goldmedaille bei der U-21-Weltmeisterschaft 2017. 2018 wurde er mit der spanischen A-Nationalmannschaft Europameister. Dabei bestritt er fünf Spiele, wurde während der Hauptrunde jedoch durch Iosu Goñi ersetzt. 2020 gewann er erneut den Europameister-Titel. Mit der spanischen Auswahl zur Weltmeisterschaft 2023 gewann er die Bronzemedaille. Mit der spanischen Olympiamannschaft 2024 gewann er auch die Bronzemedaille bei den Olympischen Spielen. Er gehörte zum spanischen Aufgebot zur Weltmeisterschaft 2025 (18. Platz).